# Gintaras Aleknonis
Gintaras Aleknonis (bis 1992 Aleknavičius; * 31. März 1961 in Kačerginė, Rajongemeinde Kaunas) ist ein litauischer Theatrologe, Journalist, Professor an der Mykolas-Romeris-Universität.

## Leben
Nach dem Abitur 1979 an der Kristijonas-Donelaitis-Mittelschule in Klaipėda absolvierte er 1984 das Diplomstudium der Journalistik an der Vilniaus universitetas und 1992 promovierte am Institut der Kunstwissenschaft in Moskau (Russland) in der Theaterwissenschaft zum Thema „Režisieriaus Andriaus Olekos-Žilinsko teatro pedagogika ir lietuvių teatro kultūros raida“. Seit 1993 ist er Doktor der Geisteswissenschaften.
Von 1984 bis 1993 lehrte er an der Vilniaus universitetas und von 1992 bis 1993 war Redakteur der Kulturabteilung der Tageszeitung „Respublika“. Zwischen 1993 und 2003 war er Journalist für Radio Free Europe/Radio Liberty. Seit 2005 lehrt er an der Mykolo Romerio universitetas. Dort ist er seit 2012 Professor. 2012 wurde er Mitglied von Drąsos kelias. 2014 konnte er statt Neringa Venckienė ins litauische Parlament gelangen, da diese aus dem Seimas entfernt wurde (nach der Liste der Partei gelang Stasys Brundza zum Seimas). Aleknonis unterstützt internationale Austauschprogramme von Studierenden im Rahmen von Erasmus Partnerschaften. Seit 2020 hat er eine Vertretungsprofessur für "International Public Relations" an der Fachhochschule Kiel inne.